# ذوبان خروتشوف

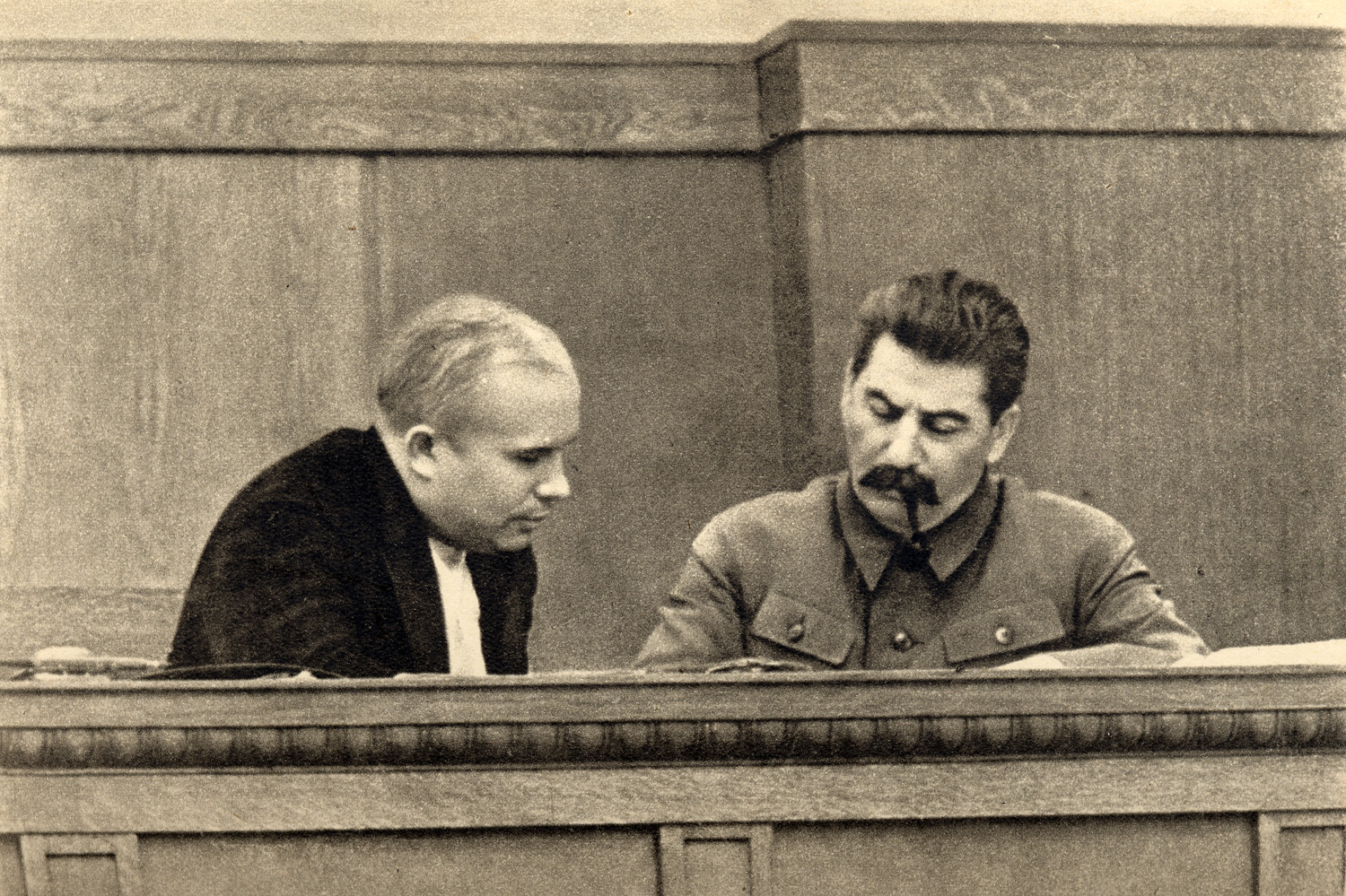

ذوبان خروتشوف (بالروسية: хрущёвская о́ттепель أو khrushchovskaya ottepel، أو: أُوتِيبِل) يُقصد به ما بين أوائل خمسينيات القرن العشرين وأوائل ستينياته، حين خفّ القمع والرقابة في الاتحاد السوڤييتي، وسُرِّح ملايين المعتقلين السياسيين السوڤييتيين من معسكرات الغولاغ، بفضل سياسات نيكيتا خروتشوف التي استَهدفت التراجع عن سياسات ستالين والتعايش السلمي مع الدول الأخرى.
دخل الذوبان حيز الإمكان بموت جوزيف ستالين في مارس 1953. فندَّد خروتشوف (الأمين الأول للحزب الشيوعي السوفييتي حينئذ) بالأمين العام السابق في «الخطاب السري» الذي ألقاه في «المؤتمر العشرين للحزب الشيوعي»، ثم أطاح بالستالينيِّين خلال صراعه على السلطة في الكرملين. اتُّخذ المصطلح على اسم رواية «الذوبان» (بالروسية: Оттепель) التي أصدرها إيليا إيرِنبُرغ في 1954، وكانت رائجة حينئذ. من أبرز ما شهدتْه فترة الذوبان: زيارة خروتشوف لبكين بجمهورية الصين الشعبية في 1954، وزيارته لِبلغراد اليوغوسلافية في 1955 (وقد كانت علاقة البلدين توترت منذ «انفصال تيتو وستالين» في 1948)، واجتماعه لاحقًا ذلك العام مع دوايت أيزنهاور، وفوق ذلك كله زيارته للولايات المتحدة في 1959.
أحدث الذوبان تحوُّلًا لا رجعة فيه في المجتمع السوڤييتي كله، إذ فتح الباب لبعض الإصلاحات الاقتصادية والتجارة الدولية، ولاتصالات تعليمية وثقافية، ومهرجانات وكُتب ومؤلفين، وأفلام أجنبية وعروض فنية ورقص وموسيقا شعبية وموضات جديدة، ومشاركة كبيرة في البطولات الرياضية الدولية. لم يتوقف صراع الخروتشوفيين والستالينيين على السلطة، لكنه أضعف الحزب الشيوعي السوڤييتي في نهاية المطاف.
أتاح الذوبان: بعض الحرية المعلوماتية في وسائل الإعلام والفنون والثقافة، ومهرجانات دولية وأفلامًا أجنبية وكتبًا غير مراقَبة، وصورًا ترفيهية جديدة في التليفزيون الوطني الناشئ، منها الموسيقا الشعبية والاحتفاليات والمواكب والعروض الكوميدية وبرامج المنوعات، كبرنامج «الضوء الأزرق» (بالروسية: Голубой огонёк). وكل هذه التطورات السياسية والثقافية ساعدت على تحرير عقول ملايين، وغيرت الوعي الجمعي لأجيال سوڤييتية عديدة.
تراجع ليونيد بريجنيف عن سياسة الذوبان بُعَيدما خلف خروتشوف، إذ ألغى تحرُّر الاتحاد (مع أن هذا عارض تأييده للذوبان في عهد خروتشوف).

## خروتشوف وستالين
نشأت جذور الذوبان في الصراع الخفي على السلطة بين مساعدي ستالين. توترت العلاقات جدًّا بين عديد من القادة الكبار في الجيش الأحمر -مثل القائد غيورغي جوكوف وضباطه المخلصين- وأفراد الخدمة السرية التابعة لستالين. ظاهريًّا كان الجيش الأحمر على وفاق مع القيادة السوڤييتية بعد الانتصار في الحرب العالمية الثانية، لكن شكوك ستالين والطموحات الخفية لكبار حاشيته جعلت خروتشوف يعتمد على قلة من الموثوقين، قلة بقيت معه طول نزاعه السياسي على السلطة. بدأ خروتشوف نزاعه خفية في حياة ستالين، ثم أعلنه بعد موته في مارس 1953. بحلول ذلك الحين كان خروتشوف قد زرع أتباعه في كل مكان في الهرم السياسي السوڤييتي، وهذا أتاح له إزاحة أهم معارضيه أو إعدامهم، قبل إجراء بعض التغييرات في ذلك الهرم وفي الأيديولوجية السوڤييتية المتحجرة.
كانت القيادة الستالينية قد بلغت أفاقًا جديدة في التحكم في الناس، فرحّلت القوميات، ودبّرت «قضية لينينغراد» و«مؤامرة الأطباء»، وضيقت على الكتاب والمفكرين. وفي الوقت نفسه رأى ملايين الجنود والضباط السوڤييتين الحياة الأوروبية بعد الحرب العالمية الثانية، فتفتحت عيونهم على أساليب حياة أخرى لم تكن في الاتحاد السوڤييتي. وفوق ذلك اعتُقل كثيرون مرة أخرى وعُوقبوا بناء على أوامر ستالين، وحصل هجوم على القائد جورجي جوكوڤ الشهير وغيره من القادة الكبار الذي أمعنوا في سلب الغنائم من ألمانيا المهزومة: فصادر جهاز ستالين الأمني الغنائم المسلوبة، وخفض رتبة جوكوڤ وأهانه ونفاه، فصار معارضًا قويًّا للستالينيين، وأعاده خروتشوف بعد موت ستالين واستعان به على صراعه السياسي.
قام بين خروتشوف وجوكوڤ تحالف مؤقت، بناء على تشابه خلفيتَيهما ومصالحهما ونقاط ضعفهما. فقد كان كلاهما قرويًّا طموحًا، اضطهده ستالين، خائفًا من الستالينيين، راغبًا في التغيير. وقد احتاج كل منهما إلى الآخر لإزاحة أعدائهما المشترَكين من بين النخبة السياسية السوڤييتية.
في 1953 ساعد جوكوڤ خروتشوف على التخلص من لافرينتي بيريا (نائب رئيس الوزراء حينئذ) الذي أُعدم في موسكو، ومن آخرين أيضًا كانوا في دائرة ستالين. وبُعَيد ذلك أمر خروتشوف بتسريح ملايين المعتقَلين السياسيين من معسكرات الغولاغ. وقد قال بعض الكتاب إن عدد المسجونين انخفض في عصره من 13 مليونًا إلى 5 ملايين.
رقّى خروتشوف أيضًا ليونيد بريجنيف، الذي كان جلبه إلى الكرملين وقدّمه إلى ستالين في 1952. ثم رقّاه إلى المكتب السياسي السوڤييتي وجعله رئيس المديرية السياسية للبحرية والجيش الأحمر، ثم إلى غير هذا من المناصب القوية. بريجنيف في المقابل ساعد خروتشوف بقلب ميزان القوى في عديد من المواجهات الحاسمة ضد المحافظين المتعنتين، من ذلك الإطاحة بالستالينيين الذين كانوا يقودهم مولوتوف ومالينكوف.

## خطاب خروتشوف في 1956 منددًا بستالين
ندد خروتشوف بستالين في خطابه المشهور «عن عبادة الشخصية وعواقبها» الذي ألقاه في 25 فبراير 1956 بالجلسة المغلقة الخاصة بالمؤتمر العشرين للحزب الشيوعي. فتكلم عن الضرر الناتج عن عبادة شخصية ستالين، وعن حملات القمع المدعوة «التطهير الكبير» التي راح ضحيتها ملايين وصَدمت عديدًا من السوڤييتيين. بعدما ألقى خطابه، لُخِّص ونُشر رسميًّا في 5 مارس 1956 بين أعضاء الحزب الشيوعي في جميع أنحاء الاتحاد السوڤييتي. ثم شنّ خروتشوف موجة إعادة تأهيل، ردّت رسميًّا سمعة ملايين الضحايا الأبرياء الذين قُتلوا أو سُجنوا أثناء تطهير ستالين الكبير. وفوق ذلك اتُّخذت خطوات مبدئية في قنوات رسمية وغير رسمية نحو تخفيف القيود المفروضة على حرية التعبير منذ عهد ستالين.
كان خطاب خروتشوف هذا أقوى جهد بُذل حينئذ في الاتحاد السوڤييتي لإحداث تغيير سياسي، بعد عقود الخوف من حكم ستالين الذي أودى بحياة مئات ألوف الأبرياء. انتشر خطاب خروتشوف دوليًّا في بضعة شهور، فتفاجأ العالم بمبادرته لفتح أبواب الاتحاد وتحريره. لكن خطابه أغضب عديدًا من خصومه الأقوياء، فبدأت جولة نزاع محتدم آخر على السلطة في الحزب الشيوعي السوڤييتي.

## مشكلات وتوتُّرات

### الثورة الجورجية
اصطدم الشعب السوڤييتي بتنديد خروتشوف بستالين، خصوصًا أهل جورجيا (مسقط رأس ستالين)، فقد تربى كثير منهم -ولا سيما الشباب- على مدح وتمجيد متواصلَين «لعبقرية» ستالين، فرأوا الخطاب إهانة وطنية. وفي مارس 1956 خرجت عدة مسيرات بلا تخطيط مسبق في الذكرى الثالثة من موت ستالين، وسرعان ما تحولت إلى مظاهرات جماهيرية متأججة، ولاحت مطالب سياسية، كتغيير الحكومة المركزية في موسكو واستقلال جورجيا عن الاتحاد السوڤييتي، فتدخل الجيش السوڤييتي وأُريقت دماء في شوارع تبليسي.

### الثورتان البولندية والمجرية في 1956
حصل أول فشل دولي لسياسات خروتشوف في أكتوبر ونوفمبر 1956. ففي 1956 اندلعت الثورة المجرية، فقمعها الاتحاد السوڤييتي بغزو كبير لبودابست بدباباته وقوات الجيش الأحمر. فنشب قتال في الشوارع ضد الجيش الأحمر الغازي أمات آلافًا من مدنيِّي المجر وميليشياتها، ومئات الجنود السوڤييتيين. وفوق ذلك أدى إلى هجرة جماعية، إذ فر من المجر مئات الألوف.
وأما أحداث «أكتوبر البولندي» فاندلعت في أوج فوران سياسي واجتماعي في بولندا. وكان في موسكو خوف وغضب من تلك التغيرات الديمقراطية التي تشهدها بولندا، إذ كره الحكام السوڤييتيون خسارة سيطرتهم، خوفًا من التهديد السياسي لأمن الاتحاد ونفوذه في أوروبا الشرقية.